# Pelecyora corculum
Pelecyora corculum is een tweekleppigensoort uit de familie van de Veneridae. De wetenschappelijke naam van de soort is voor het eerst geldig gepubliceerd in 1870 door Römer.